# Lose Your Head
Lose Your Head ist ein deutscher Spielfilm von Patrick Schuckmann und Stefan Westerwelle, der 2013 in der Sektion Panorama der Berlinale uraufgeführt wurde.

## Handlung
Nachdem Luis seinen Freund verlassen hat, reist er von Spanien nach Berlin, um ein unbeschwertes Partywochenende mit Drogen und schnellem Sex in der Berliner Partyszene der 2010er Jahre zu genießen. Bald wird er mit dem griechischen Studenten Dimitri verwechselt, der seit Wochen verschwunden ist. In einer ausgelassenen Partynacht verknallt er sich in den mysteriösen Ukrainer Viktor, der irgendetwas mit Dimitris Verschwinden zu tun hat. Die Grenzen zwischen Traum, Wirklichkeit und Paranoia verschwimmen immer mehr und verdichten sich zu einem Fieberwachtraum.

## Produktion
Lose Your Head wurde 2013 in der Sektion Panorama der Berlinale uraufgeführt. Produziert wurde er von Patrick Schuckmann und Stefan Westerwelle mit ihrer Hamburger Produktionsfirma Mutter-Film. Am 31. Januar 2014 wurde der Titel durch Pro-Fun auf DVD veröffentlicht.

## Rezeption, Zitate
Jochen Werner schreibt in Sissy, dass man Loose Your Head als subtile, aber scharfe Kritik an der etwas abgenutzten Berliner Nachtleben-Ästhetik lesen kann, die der Film offen aufgreift und bedient. Er meint, dass er leider umständlich aufgebaut sei und seine spannenden Subtexte hinter einem banalen Plot versteckt. Aber sobald das Geheimnis endlich auftaucht, gruppiert sich fast alles wie magnetisch um dieses zentrale Mysterium.
Im Lexikon des Internationalen Films heißt es: „Im pseudodokumentarischen Look fotografierter Psychothriller als Mix aus Independent- und Genrekino, glaubhaft gespielt und reizvoll inszeniert, doch mit einem abrupten, enttäuschenden Ende.“